# Helligåndshuset i København
|  | For Helligåndshuse i andre byer, se Helligåndshuset |
Ved Helligåndskirken på Amagertorv i København ligger Helligåndshuset, der med sine over 700 år er en af hovedstadens ældste bygninger. Et helligåndshus var oprindeligt en verdslig velgørenhedsinstitution, der sørgede for sygepleje til de fattige og tog sig af hittebørn.
Helligåndshuset i København (domus sancti spiritus Hafnis) blev senere en del af et helligåndskloster, men blev igen et verdsligt hospital efter Reformationen. Senere indgik huset i et børne- og tugthus, blev gravkapel og ligkapel for kirken og senere menighedssal. Derefter benyttede Folkebiblioteket søjlesalen, og i dag udlejes rummet til kunstudstillinger, kammerkoncerter, basarer og ikke mindst antikvarbogmesser.

## Historie

### Hospital
Helligåndshuset blev bygget i 1296. Det fremgår af en overenskomst fra 30. januar det år mellem roskildebispen Johannes Krag, som København dengang hørte under, og Københavns borgere, at bispen var ved at opføre et domus hospitalis, og der kan næsten kun være tale om den bygning, som i 1304 omtales som helligåndshus (domus sancti spiritus). Det er så også alt vi ved om husets første århundreder, ud over at det modtog forskellige gaver, både i form af penge og fast ejendom. Hospitalet har sandsynligvis altid haft en tilknyttet kirke, men den omtales første gang i 1449. En tilknyttet badstue omtales i 1463.

### Kloster
I 1469 skete der en ændring i Helligåndshusets status, da Christian 1. på egen hånd omdannede institutionen til et kloster i Helligåndsordenen, hvilket ikke vidner om nogen større indsigt i ordenens regler. I 1472 udstedte kongen et "beskyttelsesbrev" for hospitalet, som gav det ret til at indsamle almisser over hele landet. Christian Torkildsen var indsat som prior, og han fulgte kongen på hans rejse til Rom i 1474, hvor de fik godkendt klosteret af ordenens stormester i San Spirito. Pave Sixtus 6. tildelte yderligere klosteret afladsprivilegier, hvilket har givet et væsentligt tilskud til driften. Paven lagde også Helligåndshuset direkte under moderinstitutionen San Spirito in Sassia (= "Helligånden i Tyskland") i Rom. Af den grund blev Helligåndshuset samtidig til et "duebrødrekloster" af Augustinerordenen, der især tog sig af hittebørn, "uægte" børns pleje og opdragelse, men også pleje af syge og gamle. Navnet "duebrødre" skyldes, at Helligånden traditionelt symboliseres af en due. 
Helligåndshuset udgjorde nu vestfløjen i et et firlænget klosterkompleks, hvor kirken var sydfløjen. Huset og kirken er muligvis begge blevet både om- og udbygget ved opførelsen af de øvrige klosterlænger. Den store søjlesal i første stokværk kom muligvis først til på dette tidspunkt. Husets funktion som hospital var dog uændret, nu bare under gejstlig ledelse, i stedet for verdslig. Andet stokværk i huset har sandsynligvis været afsat til at varetage hittebørnene, mens første stokværk var sygesal. Efter Christian 1.s hjemkomst fik han opført en ny hospitalsfløj, som er det nuværende Helligåndshus. Omgivet af lave, stråtækte bindingsværkshuse har den rødmurede, gotiske bygning været godt synlig med sin kamtakkede gavl. Helligåndsklostret var med dette blevet et omfattende anlæg, hvis avlsgård gik helt op til Gråbrødretorv. Mod syd lå kirken, i østfløjen, ved den nuværende Niels Hemmingsensgade, sovesal ("dormitoriet") og mødesal ("kapitelsalen"). I nordfløjen lå køkkenet og spisesalen ("refektoriet"). Vestfløjen var den nye hospitalsbygning. Hospitalsstiftelsen havde også sin egen badstue til rådighed for munke og patienter. 

### Efter reformationen
I 1530 bad bystyret Frederik 1. om at opløse "duebrødrenes" orden, og omdanne Helligåndshuset til byens hospital. De kirkelige hospitaler Skt. Annæ, Skt. Jørgens og Helligåndshospitalet blev lagt sammen til et "almindeligt hospital" under verdslige forstandere. Efter reformationen skænkede kongen hospitalet store gaver, såsom indtægterne fra salget af Gråbrødreklosteret. I 1537 blev den gamle Skt. Clemens Kirke revet ned, og Helligåndskirken omdannet til luthersk sognekirke for det meste af menigheden.  I stedet for munke var det nu de såkaldte "terminskarle",  der blev sendt ud for at indsamle almisser til patienterne. Biskop Peder Palladius aflagde i 1543 en visit i Helligåndshuset, og skrev bagefter: "Hvis du vil se, hvad din almisse går til, så gå ind i Helligåndshuset midt i byen, når du kommer til København...gå op langs den ene væg og ned langs den anden og se de mange almissehoveder, som ligger i deres senge, indlagt fra hele Sjællands land."  Samtidig beskrev han patienter, hvis "næse, mund og øje er ædt bort af pokker og værk og kræft, hvis arme og ben er rådnet op, og endnu ligger og rådner af orme og maddiker, og ikke står til at læge i deres livstid."
Peder Plog, der havde overtaget som prior efter Torkildsen omkring år 1500, fortsatte som hospitalets leder, og bibeholdt endda sin titel af prior. I denne periode fandtes også en mindre bygning, langs den daværende Lille Helliggejststræde (nu Niels Hemmingsensgade) parallelt med klosterets østfløj, som blev brugt til syge, der ikke fandt plads i Helligåndshuset. Det blev kaldt Lille Helliggejsthus, men hvornår det blev opført vides ikke, end ikke om det var før eller efter reformationen.

### Tugt- og børnehus
Christian 4. havde omkring 1600 oprettet et tugt- og børnehus i Farvergade (hvor Vartov ligger i dag), men flyttede det i 1606 af pladshensyn til Lille Helliggejsthus, som dog hurtigt viste sig at være for lille, hvorefter kongen lagde beslag på hele klosterkomplekset, bortset fra kirken, og altså også Helligåndshuset. De syge og gamle blev flyttet til kongens lystgård Vartov, som dengang lå på Strandvejen på Østerbro. Den gamle dør mellem Helligåndshuset og kirken, som man havde bibeholdt i hospitalstiden, blev nu muret til. Tidligere havde kongen befalet statholderen at indsamle de voksne, "der løber omkring og ikke ved deres hænders arbejde vil fortjene deres føde". Løsgængeri var udbredt i København, og løsgængerne blev nu indsat i det nedlagte hospital for at lære nyttige håndværk. Christian 4. anså produktionen fra denne håndværkerskole som en fremtidig indtægtskilde for nationen. Men løsgængerne lod sig ikke motivere til nogen videre indsats; selv om kønnene blev holdt strengt adskilt, gik kvindehuset alligevel under kaldenavnet "horestuen". Efter nogle år satte kongen i stedet sin lid til de indbragte børn i børnehuset. 
Formålet med tugthuset var ikke helt så negativ, som det lyder i dag, men gik ud på at give løsgængere og forældreløse børn husly og en uddannelse i forskellige håndværk. Det var altså mere en arbejds- og opdragelsesinstitution, og har ikke været uden betydning for udviklingen af landets industri. Frederik 3. nedlagde tugthuset, og bygningerne blev solgt og gik snart til grunde, bortset fra Helligåndshuset, som kirken overtog. Tugt- og børnehuset blev flyttet til Christianshavn, hvor Lagkagehuset ligger i dag.

### Kapel
3. august 1651 blev Helligåndshuset indviet som gravkapel, omend det måtte vente til juni 1652 før den første begravelse fandt sted. Det var kirkeskriver Niels Knudsen i grav nr. 22. Gravplanen for huset er ikke overleveret, men den kan rekonstrueres ret sikkert som følger: gulvet var opdelt i fire rækker af femten grave, med første række langs østvæggen, nummereret 1-15 fra nord mod syd. Anden række med grav 16-30 langs vestvæggen, nummereret fra syd mod nord. Tredje række lå mellem første række og midtersøjlerne, nummereret nord til syd, og endelig fjerde række mellem anden række og søjlerne, nummereret syd til nord. 
Omkring 1680 blev der tilbygget et lille kapel ved husets nordøstre hjørne for rådmand Ditmer Bøfke, med indgang fra søjlesalen. Op ad dets sydmur blev der i 1768 tilføjet endnu et kapel i samme størrelse for borgmester Hans Christopher Hersleb. Begge blev fjernet igen i 1878. Portalen om indgangen til Bøfkes kapel kan stadig ses i søjlesalen. 
Branden, der i 1728 lagde kirken øde, synes ikke at have have været så hård ved Helligåndshuset. Kilderne nævner i hvert fald ikke noget om, at der skulle være foretaget større reparationer i den forbindelse. I starten af 1780'erne havde en af granitsøjlerne forskubbet sig, og man indmurede alle søjler i en kraftig murstenskappe. Hvælvingernes kapper og ribber fik en påmuring, så de passede til søjlerne. Forbindelsesdøren til kirken, som må være blevet genåbnet, da kirken begyndte at bruge huset som kapel, blev muret til igen i 1805 og atter genåbnet i 1855, nu med nye fløjdøre. 
I 1840 gennemgik huset en større renovering, hvor bl.a. vinduer og døråbninger blev ommuret i nygotisk stil med jernsprosser. Andet stokværk, der henlå som loftsrum, fik nye små glugger. Disse ændringer gjorde at husets alder senere på 1800-tallet blev draget i tvivl, men arkitekten H.B. Storck kunne via grundige undersøgelser af murværket påvise, at det oprindeligt have været en senmiddelalderlig bygning, og i 1890'erne bragte han den tilbage til det udseende, med nymurede vinduer og gavle. De gamle granitsøjler blev frigjort af deres murstenskapper, men på de seks sydlige måtte skafterne udskiftes med nye kopier. Hvælvingerne i den sydlige del måtte også mures om.
Begravelserne i kapellet ophørte omkring 1858, hvor det var blevet forbudt at foretage begravelser inden for voldene. Kirken brugte derefter salen som ligkapel i en periode, til man i 1894 begyndte at bruge den som menighedssal.
Gadenavnet Tugthusporten var dog en påmindelse om bygningens tidligere anvendelse, indtil strøgets beboere i 1843 fik navnet ændret til Lille Helliggejststræde - som siden 1881 igen har ændret navn ved at blive en del af Niels Hemmingsensgade. 

### Nyere tid
I 1904 tilføjede Storck et trappehus ved det nordøstlige hjørne, hvor han ved renoveringen havde fjernet kapellerne, og andet stokværk blev indrettet til brug for et udvalg, der behandlede folkekirkens forfatningsmæssige forhold. I 1918 flyttede menighedslokalerne op på andet stokværk, og folkebiblioteket flyttede ind i søjlesalen. De dækkede flisegulvet med de tilbageværende gravsten med et plankegulv. Der var bibliotek i salen frem til 1957. I dag bruges salen som udstillingslokale, men hvornår denne praksis begyndte vides ikke præcist, dog er det mere end 30 år siden.
Storcks trappehus er senere – antagelig i 1950'erne – blevet erstattet af en fritstående murstensbygning med glatte gavle, som er forbundet med Helligåndshuset via et glasparti. Bygningen rummer også elevator og køkken- og toiletfaciliteter.
I foråret 2008 blev al den gamle kalk renset af hvælvingerne og væggene i søjlesalen, og de fik et nyt lag kalk.

## Bygningen
Helligåndshuset fremstår i dag i det væsentligste i den udformning det fik ved Storcks restaurering i 1894-96. Bygningen er i røde munkesten, muret i munkeskifte. Den har ryttertag med røde tegl og gavle med kamtakker. Søjlesalen i første stokværk er opdelt med otte søjler i to skibe, med hver fem fag krydshvælvinger. Hvert fag har to spidsbuede vinduer, med jernsproser og blyindfattede ruder. I østvæggen er der dog kun syv vinduer, da tre nordligste dækkes af trappehuset. I andet stokværk er der små rundbuede vinduer med  en anden rytme, så der er 14 på vestsiden og 10 på østsiden. Der er indsat en ny dør i sydgavlen, der tjener som hovedindgang ved de forskellige arangementer, som huset udlejes til.
I søjlesalen er flisegulvet lagt om, så de syv tilbageværende gravsten ligger på midteraksen, to og to mellem granitsøjlerne. Vægge og hvælvinger er hvidkalkede, og mellem de dybe vinduesnicher findes nogle mindre spidsbuede nicher, som antagelig stammer tilbage fra hospitalstiden. I det vinduesløse stykke af østvæggen findes en dør til trappehuset, en rektangulær forsænkning i væggen, som antagelig engang har rummet et epitafium, samt portalen til Bøfkes kapel. Over portalen sidder Christian Poul Freeses epitafium, som et hovedstykke til portalen.
Op ad nordvæggen står tre epitafier og ved sydvæggen, mellem dørene til hhv kirken og det fri, yderligere et. Mellem vinduerne på vestvæggen hænger en mindetavle over Christen Hee-Wadum og hustru. Endelig sidder der to stenplader i nicherne under de to sydligste vinduer. Den, der sidder i vestvæggen, blev anset for at være gået tabt, men dukkede frem ved afrensningen af den gamle kalk i foråret 2008. Det er indskiftpladen fra et epitafium, der tidligere sad foran vinduet.

### Anvendelse
Søjlesalen, eller udstillingssalen, som den også kaldes, lejes ud til forskellige formål, såsom kunstudstillinger, bogmesser, basarer, ligesom kirken selv benytter lokalet til koncerter, receptioner m.m. 
Kunstnere, der vil udstille i salen, skal godkendes af menighedsrådet, da de ikke ønsker udstillinger med kontroversielle værker.
Her ses Søjlesalen i brug ved udstillingen DK70 i august 1970.
Bogmesserne holdes for det meste af antikvariater, der sælger bøgerne efter hollandsk auktionsprincip, dvs priserne sættes ned dag for dag. Med sin centrale placering i København er salen eftertragtet, og den er normalt fuldbooket op til to år frem i tiden.
Andet stokværk rummer menighedslokaler, og desuden er der indrettet et kontor til kirkens forretningsfører.

## Literatur
- Danmarks Kirker, København, bind 1: Helligåndskirken. Nationalmuseet 1945-1958
- Helligaandskirken i København, Et historisk tilbageblik, Udgivet af kirken ved Bjørn Kornerup, Gyldendal, Nordisk Forlag 1949.